# Млевичі
Млевичі (рос. Млевичи) — присілок в Торжоцькому районі Тверської області Російської Федерації.
Населення становить 55 осіб. Входить до складу муніципального утворення Грузинське сільське поселення.

## Історія
Від 2005 року входить до складу муніципального утворення Грузинське сільське поселення.

## Населення
| 1859 | 2002 | 2010 |
| ---- | ---- | ---- |
| 52   | ↗54  | ↗55  |